# Giralda
La Giralda è il campanile della Cattedrale di Siviglia in Spagna, una delle più grandi chiese al mondo ed un sorprendente esempio di architettura almohade in Spagna. La torre è un antico minareto almohade che, quando fu costruito, era la più alta torre del mondo con i suoi 104,1 m di altezza, con una base di 16,10 metri per lato circa, interamente ricoperta in laterizio cotto. 

## Storia
La torre, un antico minareto della moschea di Siviglia, fu costruita a più riprese da diverse culture. 
La sezione principale, islamica, è la parte più antica. Iniziata nel 1156 per ordine del Califfo Abū Yaʿqūb Yūsuf al-Manṣūr dall'architetto Aḥmad ibn Baṣo, fu completata nel 1184. Il materiale impiegato per la sua costruzione proviene da diversi edifici più antichi, comprese le pietre delle rovine della città romana di Italica.
Originariamente, la torre era sormontata da una sfera di rame, che precipitò nel 1365 a causa di un terremoto.
I cristiani sostituirono la sfera con una croce e una campana. Successivamente, nel XVI secolo, l'architetto Hernán Ruiz disegnò un ampliamento, la sezione delle campane ("el cuerpo de campanas") per convertire il minareto in una torre campanaria. 
In cima alla torre, Ruiz fece collocare una statua rappresentante la fede, opera realizzata da Bartolomé Morel. La statua, che pesa 1288 kg ed è alta 4 m (7 m con il piedistallo), venne posta in situ nel 1568. Essa in origine, era chiamata Giralda perché girava al mutare del vento. Con il passare del tempo il nome passò a designare la torre nel suo complesso, mentre la statua prese il nome di Giraldillo.
Il 29 dicembre del 1928, fu dichiarata Patrimonio Nazionale; dal 1987 l'edificio fa parte del Patrimonio dell'umanità UNESCO, come elemento della Cattedrale.

## Descrizione

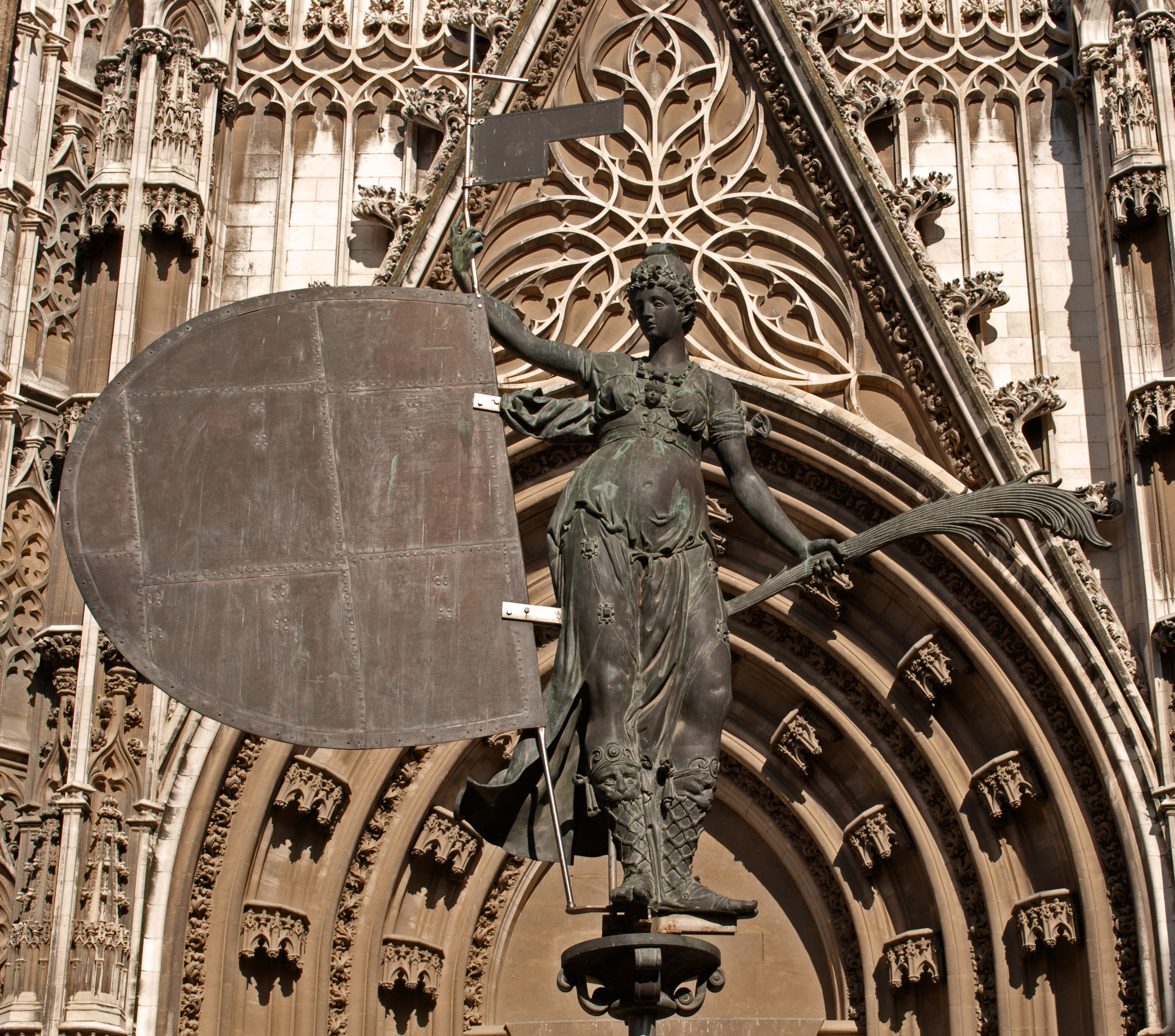
La statua del Giraldillo

La Giralda non ha scale, ma 34 rampe, che consentivano al muezzin, a cavallo, di salire in cima alla torre per intonare l'invito alla preghiera, l'adhān.
La sezione rinascimentale della torre contiene un'ampia iscrizione del motto di Siviglia, NO8DO.
La sommità della torre costituisce la "sezione dei gigli" (el cuerpo de azucenas), che circonda la campana principale, formata da quattro terrazze poste agli angoli, ciascuna delle quali contenente gigli bronzei.
La parte che contiene la campana ha sezione quadrata e quattro archi, sopra i quali è possibile leggere, TVRRIS - FORTISSIMA - NOMEN DNI - PROVERBIS (Turris fortissima nomen Domini = Torre fortissima è il nome del Signore), tratto dalla Bibbia, Libro dei Proverbi, 18:10.
La campana principale, detta Santa María, è datata 1588.
La parte sommitale, è formata dalla "sezione delle stelle" (el cuerpo de estrellas), dalla "sezione delle parabole celesti" (el cuerpo de carambolas), e un cupolino sormontato da un globo sul quale si trova il Giraldillo.

## Torri simili alla Giralda
La Giralda ha diverse "sorelle". A Marrakesh si trova la torre della Moschea della Koutoubia che è servita come modello per la Giralda e la Torre di Hassan a Rabat. Diversi campanili nella provincia di Siviglia sembrano ricordare la torre e possono essere state ispirate dalla Giralda. Queste torri, le più notevoli delle quali sono quelle di Lebrija e Carmona, sono comunemente chiamate Giraldillas. Molte repliche della Giralda sono state costruite negli Stati Uniti: una, ora distrutta, era presente in Madison Square Garden a New York e un'altra in Country Club Plaza a Kansas City, città gemellata con Siviglia. La torre dell'orologio del Ferry Building di San Francisco è anch'essa ispirata alla Giralda.
A L'Avana sulla torre del Castillo de la Real Fuerza si trova una banderuola in bronzo che ha le sembianze di Isabel de Bobadilla, la moglie del capitano Hernando de Soto, governatore di Cuba che partì alla ricerca della fonte della giovinezza e non fece più ritorno, e che è chiamata Giraldilla perché ispirata alla statua che sormonta la Giralda.

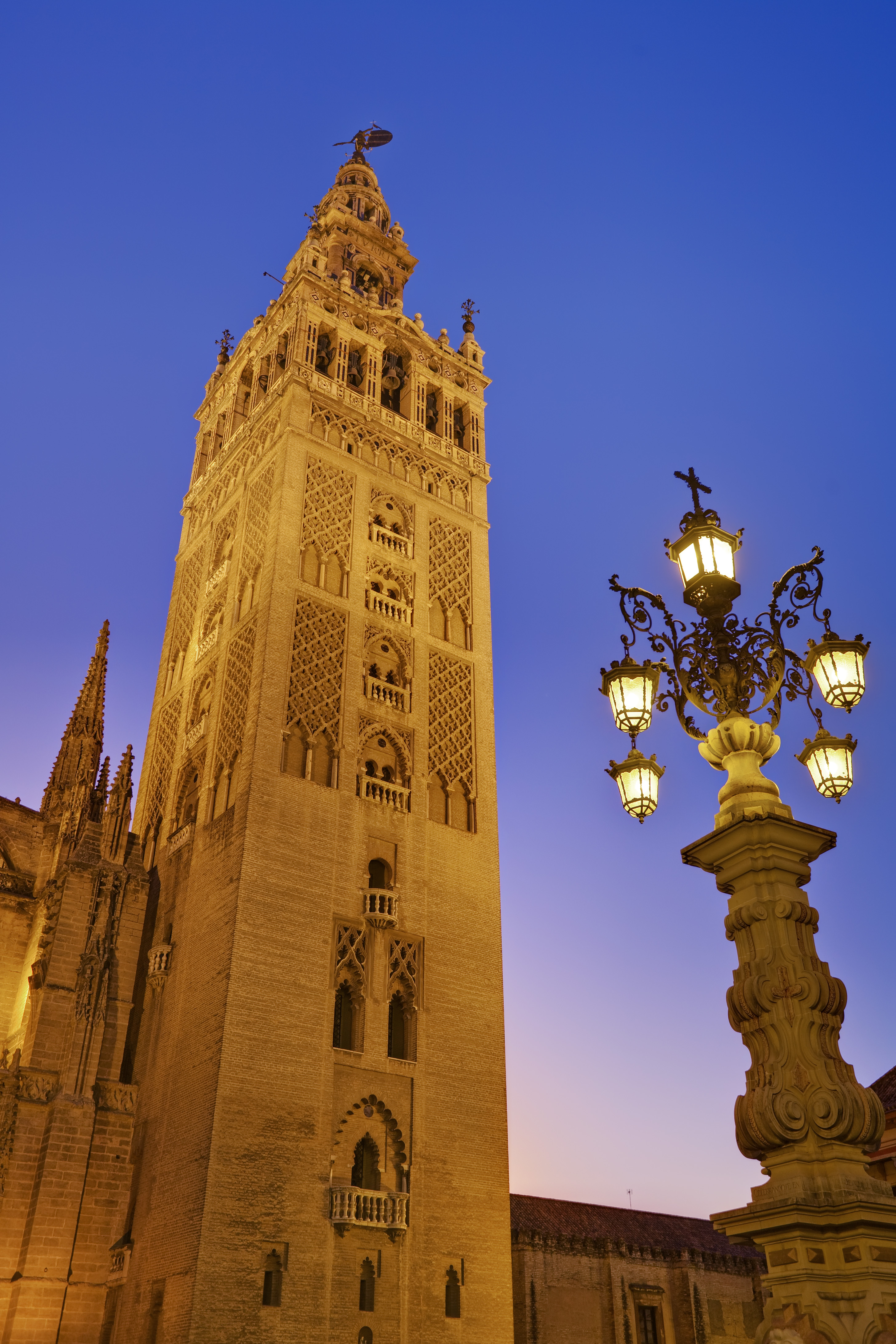
Giralda di notte

## Note

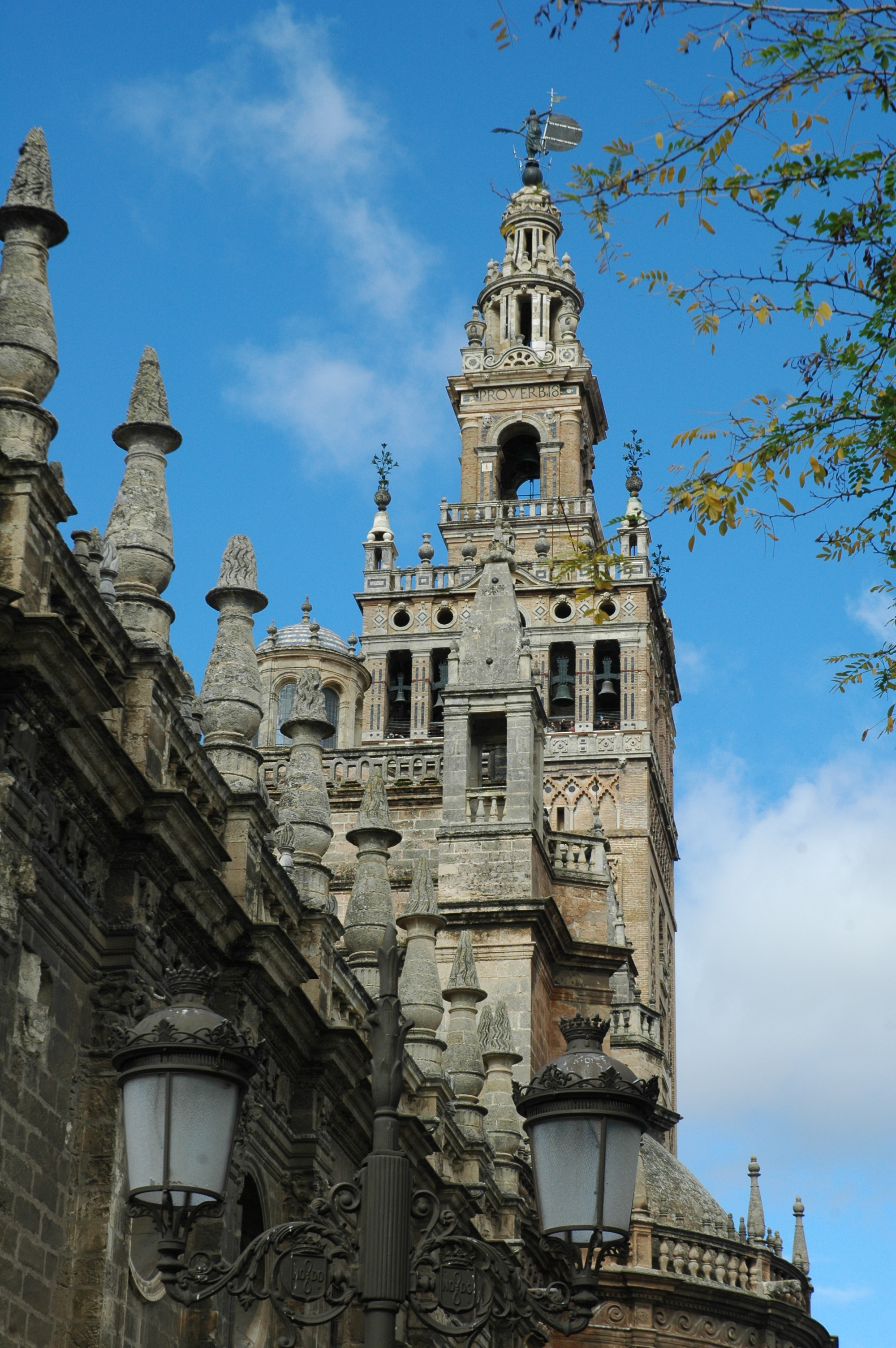
Vista della Giralda